# Aganope dinghuensis
Aganope dinghuensis är en ärtväxtart som först beskrevs av P.Y.Chen, och fick sitt nu gällande namn av T.C.Chen och Leslie Pedley. Aganope dinghuensis ingår i släktet Aganope och familjen ärtväxter. Inga underarter finns listade i Catalogue of Life.